# Otón de Saint Omer
Otón de Saint Omer fue el señor de la mitad de Tebas en la Grecia franca desde 1294 hasta alrededor de 1299.
Otón era el hijo menor de Bela de Saint Omer y Bona de la Roche, la hermana del señor de Atenas y Tebas, Guido I de la Roche. Después de su matrimonio, en 1240, Guido dio a Bela la mitad de Tebas como señorío. Junto con sus hermanos, Nicolás y Juan, participó en la guerra de sucesión eubeota en las filas de la coalición de los nobles francos de Grecia, que se oponían a las políticas expansionistas del príncipe de Acaya, Guillermo II de Villehardouin.
Otón se casó con Margarita de Verona. Después de la muerte de Nicolás II en 1294, le sucedió como señor de la mitad de Tebas hasta su muerte, en algún momento antes de 1299.